# Microgramme ruficollis
Microgramme ruficollis är en skalbaggsart som först beskrevs av Marshall 1802.  Microgramme ruficollis ingår i släktet Microgramme och familjen mögelbaggar. Inga underarter finns listade i Catalogue of Life.